# 吉田光男
吉田 光男（よしだ みつお、1946年 - ）は、朝鮮史学者、東京大学名誉教授、放送大学名誉教授・元副学長。

## 経歴
出生から修学期
1946年、愛知県で生まれた。東京大学文学部東洋史学科で学び、1976年に卒業。同大学大学院人文科学研究科に進み、1982年に博士課程を単位修得退学。
朝鮮史研究者として
その後は東京外国語大学助手に採用された。1985年に講師、1987年に助教授昇格。1993年、東京大学文学部助教授に転じた。1994年に教授昇格。2010年に東京大学を定年退任し、名誉教授となった。その後は放送大学教養学部教授として教鞭を執った。2011年、学位論文『近世ソウル都市社会研究：漢城の街と住民』を東京大学に提出して文学博士号を取得。2013年、放送大学副学長に就き、2014年からは同大学附属図書館長を兼任。2015年に副学長退任。2017年3月、放送大学を定年退職し、放送大学名誉教授となった。

## 著作
著書
- 『近世ソウル都市社会研究：漢城の街と住民』草風館 2009

共編著
- 『朝鮮の歴史と社会』放送大学教育振興会 2000
- 『東アジア世界の歴史と文化』(地域文化研究 2) 浜口允子・川勝守共著、放送大学教育振興会 2002
- 『韓国朝鮮の歴史と社会』放送大学教育振興会 2004
- 『日韓中の交流 ひと・モノ・文化』山川出版社(アジア理解講座) 2004
- 『北東アジアの歴史と朝鮮半島』放送大学教育振興会 2009
- 『東アジアの歴史と社会』放送大学教育振興会 2010
- 『歴史と人間 新訂』杉森哲也共編著、放送大学教育振興会 2014
- 『韓国朝鮮を知る事典 新版』伊藤亜人・大村益夫・高崎宗司・武田幸男・梶村秀樹共監修、平凡社 2014
- 『韓国朝鮮の歴史』編著、放送大学教育振興会 2015

訳書
- 『朝鮮近世の御用商人：貢人の研究』金東哲著、法政大学出版局(韓国の学術と文化) 2001
- 『韓国社会の歴史』韓永愚著、明石書店 2003
- 『中国歴史地図』朴漢済・金秉駿・李瑾明・李俊甲・金衡鍾共著、平凡社 2009
- 『漢京識略：近世末ソウルの街案内』柳本芸著、平凡社東洋文庫 2017

## 参考
- J-grobal
- bookweb